# Visitor Studies
Visitor Studies er et engelsksproget pay-per-view-baseret tidsskrift, der omhandler turisme- og seværdighedsforskning gennem formidling af skriftlige iagttagelser, forskningsmetoder og teoretiske idéer inden for emnet.
Tidsskriftet er tæt forbundet med museumsformidling og læring i sammenhæng med historiske steder, naturcentre, parker, besøgscentre og zoo'er. Det er tværfagligt dækkende og omhandler humaniora, virksomhedsadministration og samfundsvidenskab.
Visitor Studies blev etableret i 1998 og udgives af Taylor & Francis (Routledge). Redaktørerne er Karen Knutson og Kevin Crowley, begge fra University of Pittsburghs Center for Learning in Out-of-School Environments, og tidsskriftet hører under Visitor Studies Associations regi.

## Overblik
Tidsskriftet er sammenfattet og indekseret i følgende kategorier:
- Applied Social Sciences Index & Abstracts
- EBSCOhost Online Research Databases
- Elsevier Scopus
- ESCI
- Leisure Tourism Database
- Scopus
- SwetsWise All Titles